# Titus Rožnay
Titus Rožnay (24. ledna 1903 – 7. května 1975) byl slovenský a československý politik a poválečný poslanec Ústavodárného Národního shromáždění za Demokratickou stranu, po únorovém převratu v roce 1948 za Stranu slovenské obrody.

## Biografie
V parlamentních volbách v roce 1946 se stal členem Ústavodárného Národního shromáždění za Demokratickou stranu. V parlamentu setrval do konce funkčního období, tedy do voleb do Národního shromáždění 1948. Po únorovém převratu v roce 1948 byla Demokratická strana proměněna na Stranu slovenské obrody jako satelitní formaci závislou na KSČ. Rožnay se přihlásil ke spolupráci s touto nástupnickou stranou.
Od školního roku 1949/1950 stal odborným ředitelem Státní vyšší sociálně-zdravotní školy v Nitře.